# Franz Pitschmann
Franz Pitschmann (* 16. prosince 1954 Hall in Tirol, Rakousko) je bývalý rakouský zápasník. Třikrát startoval na olympijských hrách v řecko-římském zápasu. Nejlépe dopadl v roce 1988 v Soulu kde v kategorii do 90 kg obsadil 6. místo. V roce 1981 obsadil 3. místo na mistrovství světa a v roce 1986 obsadil 2. místo na mistrovství Evropy.